# Port Link
Il Port Link è un traghetto appartenente alla compagnia di navigazione indonesiana ASDP Ferry.

## Servizio
Varato il 25 settembre 1980 nel cantiere navale Harland and Wolff di Belfast con il nome di St David e consegnato il 24 luglio 1981 alla Sealink British Rail, prende servizio il 10 agosto nei collegamenti tra Holyhead e Dun Laoghaire.
Dal 31 marzo al giugno del 1983 opera nei collegamenti tra Dover e Calais. 
Dal dicembre del 1983 opera nei collegamenti tra Stranraer e Larne.

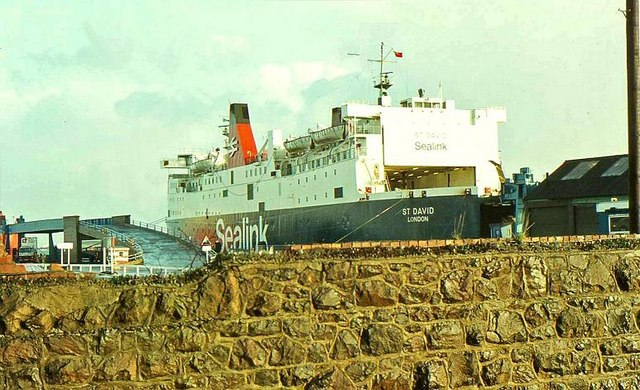
Il St David ormeggiato a Larne nel 1984.

Nel marzo del 1984 viene impiegato per circa tre settimane nei collegamenti tra Harwich e Hoek van Holland.
Il 21 marzo 1985 viene trasferito nei collegamenti tra Dover ed Ostenda.
Dal 28 settembre 1985, opera nel fine settimana anche nei collegamenti tra Dover e Boulogne.
Nel gennaio del 1986 viene trasferito nei collegamenti tra Stranraer e Larne.
Dal 14 aprile al 20 maggio 1986 opera nei collegamenti tra Holyhead e Dun Laoghaire. Successivamente torna in servizio sulla Stranraer-Larne.

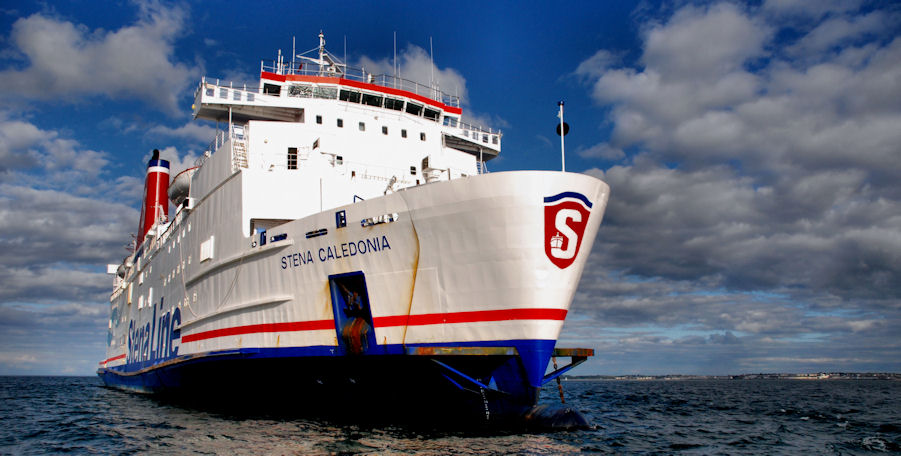
Lo Stena Caledonia in navigazione nel 2010.

Nel gennaio dell 1990 viene venduto alla Stena Line e, ribattezzato Stena Caledonia il 21 febbraio 1991, continua ad operare sulla stessa rotta.
Il 12 novembre 1995 viene trasferito nei collegamenti tra Stranraer e Belfast.
Dal 16 maggio al 12 giugno 2005 opera nei collegamenti tra Fishguard e Rosslare. Il giorno successivo torna in servizio sulla propria rotta.
Dal 9 all'11 giugno 2007, dal 31 maggio al 2 giugno 2008 e dal 7 al 9 giugno 2009 viene noleggiato alla Isle Of Man Steam Packet ed impiegato nei collegamenti tra Douglas, Heysham e Belfast.

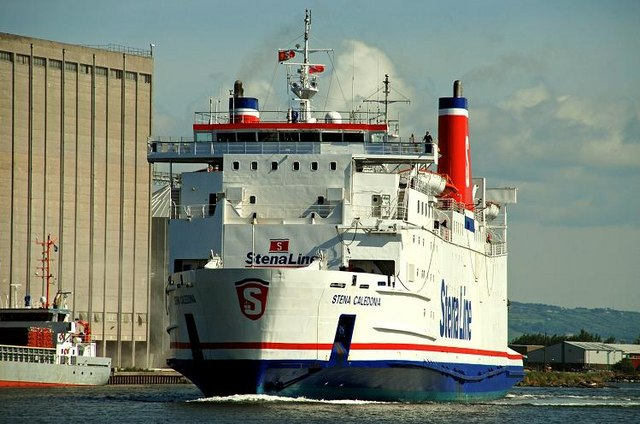
Lo Stena Caledonia a Belfast nel 2008.

Il 20 novembre 2011 termina il servizio per Stena Line ed il giorno successivo viene disarmato a Belfast.
Il 31 maggio 2012 viene venduto all'indonesiana ASDP Ferry e, ribattezzato Port Link, il 3 luglio salpa da Belfast per Giacarta, dove giunge l'11 ottobre successivo.
Nel 2015 prende servizio nei collegamenti tra Giacarta e Merak, dove opera tutt'oggi.

## Navi gemelle
- Morocco Sun
- Bari (Demolito nel 2021)
- European Star